# 野国駅
野国駅（のぐにえき、琉球方言：ノグン）は、1922年（大正11年）3月28日から1945年（昭和20年）3月までの間、沖縄県北谷村野国（現・嘉手納町野国）にあった沖縄県営鉄道嘉手納線の駅（廃駅）である。
県営鉄道の廃駅の中で、2010年（平成22年）現在において唯一日本の管轄外の地域（米軍基地内）にある駅である。

## 歴史
- 1922年（大正11年）3月28日：嘉手納線の駅として開業。
- 1945年（昭和20年）3月23日ごろ：嘉手納線の運行が終了。旅客乗り入れ路線が無くなり事実上廃止。

## 駅構造
単式ホーム1面1線の地上駅。無人駅。

## 駅周辺
駅の西側には野国集落、野里集落があった。

## 現状
平安山駅 - 嘉手納駅間の廃線跡は民間人の入ることができない米軍嘉手納飛行場の敷地内にあり、駅跡の確認は出来ない。駅近くには野国と野里の2つの集落があったが、米軍による強制収容により住民は排除され、アスファルトに覆われた滑走路となっている。
なお、駅名の野国は嘉手納飛行場の西側（海岸沿い）にわずかながら「字（あざ）野国」として存在している。

## 隣の駅
沖縄県営鉄道
■嘉手納線
平安山駅 - 野国駅 - 嘉手納駅